# Energy (sång)
"Energy" är den amerikanska sångerskan Keri Hilsons debutsingel. Låten skrevs och producerades The Runaways, som består av Louis Biancaniello, Sam Watters, Rico Love och Wayne Wilkins. Låten släpptes som den första singeln från Hilsons debutalbum, In a Perfect World...

## Topplistor
| Topplista                                    | Högsta position |
| -------------------------------------------- | --------------- |
| Nya Zeeland (RIANZ)                          | 2               |
| Schweiz (Media Control AG)                   | 64              |
| Storbritannien (The Official Charts Company) | 43              |
| USA Billboard Hot 100                        | 78              |

### Fotnoter
1. ↑  ”Charts.org.nz - Keri Hilson - Energy” (på engelska). RIANZ. Hung Medien. http://www.charts.org.nz/showitem.asp?interpret=Keri+Hilson&titel=Energy&cat=s. Läst 6 januari 2011.
2. ↑  ”Swisscharts.com - Keri Hilson - Energy” (på engelska). Media Control AG. Hung Medien. http://www.swisscharts.com/showitem.asp?interpret=Keri+Hilson&titel=Energy&cat=s. Läst 6 januari 2011.
3. ↑  ”Chart Stats - Keri Hilson - Energy” (på engelska). The Official Charts Company. Chart Stats. Arkiverad från originalet den 6 september 2009. https://web.archive.org/web/20090906215402/http://www.chartstats.com/songinfo.php?id=34480. Läst 6 januari 2011.
4. ↑  ”Keri Hilson Album & Song Chart History - Billboard Hot 100” (på engelska). Billboard. Prometheus Global Media. http://www.billboard.com/#/artist/Keri+Hilson/chart-history/189551?f=379&g=Singles. Läst 6 januari 2011.